# Corymica pardalota
Corymica pardalota är en fjärilsart som beskrevs av Louis Beethoven Prout 1931. Corymica pardalota ingår i släktet Corymica och familjen mätare. Inga underarter finns listade i Catalogue of Life.